# Franc Jožef Smrtnik
Franc Jožef Smrtnik (nemško Franz Josef), koroško-slovenski kmet in politik, * 1964.
Leta 2009 je bil na lokalnih volitvah izvoljen za prvega župana Enotne liste, ki se označuje za »svetovnonazorsko odprta zbirna stranka slovenske narodne skupnost, kakor tudi kot regionalna stranka južnokoroškega prostora, ki je odprta tudi za pripadnike večinskega naroda, ki podpirajo vsebinski program EL«.
Leta 2022 je bil kot edini Slovenec izvoljen za poslanca v Deželni zbor Koroške v Celovcu.

## Življenje

### Politika
Po prvem krogu volitev 1. marca 2009 se je skupaj s prvouvrščenim Haraldom Kogelnikom (SPÖ) uvrstil v drugi krog. 15. marca je zmagal s prednostjo 15 glasov.
Je tudi zbornični svetnik Skupnosti južnokoroških kmetov.

### Družina
Je poročen in ima tri otroke..